# Campeonato Mundial de Patinaje Artístico sobre Hielo de 2014 – Masculino
La prueba masculina individual del CIV Campeonato Mundial de Patinaje Artístico sobre Hielo se realiza en Saitama (Japón) del 26 al 28 de marzo de 2014. Es organizado por la Unión Internacional de Patinaje sobre Hielo (ISU) y la Federación japonesa de patinaje sobre Hielo.
Las competiciones se efectúan en la Saitama Super Arena de la ciudad nipona.

## Calendario
- Hora local de Japón (UTC+9).

| Fecha         | Hora  | Evento         |
| ------------- | ----- | -------------- |
| 26 de febrero | 16:00 | Programa corto |
| 28 de febrero | 17:00 | Programa libre |

## Resultados
| 1                                | Yuzuru Hanyu       | Japón           | 282.59 | 3  | 98.21 | 1 | 184.38 |
| 2                                | Tatsuki Machida    | Japón           | 282.26 | 1  | 96.42 | 2 | 185.84 |
| 3                                | Javier Fernández   | España          | 275.93 | 2  | 91.24 | 3 | 184.69 |
| 4                                | Tomáš Verner       | República Checa |        | 4  | 89.08 |   |        |
| 5                                | Yan Han            | China           |        | 5  | 86.70 |   |        |
| 6                                | Takahiko Kozuka    | Japón           |        | 6  | 85.54 |   |        |
| 7                                | Maxim Kovtun       | Rusia           |        | 7  | 84.66 |   |        |
| 8                                | Jeremy Abbott      | Estados Unidos  |        | 8  | 79.67 |   |        |
| 9                                | Max Aaron          | Estados Unidos  |        | 9  | 78.32 |   |        |
| 10                               | Chafik Besseghier  | Francia         |        | 10 | 76.80 |   |        |
| 11                               | Peter Liebers      | Alemania        |        | 11 | 74.02 |   |        |
| 12                               | Alexei Bychenko    | Israel          |        | 12 | 69.73 |   |        |
| 13                               | Kim Jin-Seo        | Corea del Sur   |        | 13 | 69.56 |   |        |
| 14                               | Ivan Righini       | Italia          |        | 14 | 69.43 |   |        |
| 15                               | Kevin Reynolds     | Canadá          |        | 15 | 68.52 |   |        |
| 16                               | Nam Nguyen         | Canadá          |        | 16 | 66.75 |   |        |
| 17                               | Jorik Hendrickx    | Bélgica         |        | 17 | 65.56 |   |        |
| 18                               | Christopher Caluza | Filipinas       |        | 18 | 64.69 |   |        |
| 19                               | Stéphane Walker    | Suiza           |        | 19 | 64.40 |   |        |
| 20                               | Zoltán Kelemen     | Rumania         |        | 20 | 63.23 |   |        |
| 21                               | Maciej Cieplucha   | Polonia         |        | 21 | 63.07 |   |        |
| 22                               | Elladj Baldé       | Canadá          |        | 22 | 62.84 |   |        |
| 23                               | Michal Březina     | República Checa |        | 23 | 62.25 |   |        |
| 24                               | Abzal Rakimgaliev  | Kazajistán      |        | 24 | 61.77 |   |        |
| No calificaron al programa libre |                    |                 |        |    |       |   |        |
| 25                               | Yakov Godorozha    | Ucrania         |        | 25 | 61.53 |   |        |
| 26                               | Viktor Romanenkov  | Estonia         |        | 26 | 61.14 |   |        |
| 27                               | Misha Ge           | Uzbekistán      |        | 27 | 60.34 |   |        |
| 28                               | Ronald Lam         | Hong Kong       |        | 28 | 60.07 |   |        |
| 29                               | Kim Lucine         | Mónaco          |        | 29 | 58.19 |   |        |
| 30                               | Viktor Pfeifer     | Austria         |        | 30 | 57.17 |   |        |
| 31                               | Justus Strid       | Dinamarca       |        | 31 | 55.62 |   |        |
| 32                               | Alexander Majorov  | Suecia          |        | 32 | 55.61 |   |        |